# Фозген
Фозген (COCl2) је безбојан гас који се на температури нижој од 8.2° C кондензује у безбојну, уљасту, врло испарљиву течност. Овај безбојни гас је по злу познат због његове употребе као хемијско оружје током Првог светског рата. У ниским концентрацијама, његов мирис подсећа на свеже покошено сено или траву. Неки војници током Првог светског рата су тврдили да је донекле мирисао попут мајског цветања. Он је такође важан индустријски реагенс и градивни блок у синтези фармацеутских и других органских једињења. Поред индустријске примене, мале количине се природно јављају услед разлагања и сагоревања органо-хлорних једињења. Упркос томе што му име садржи префикс „фос-“, не садржи фосфор.

## Структура и основне особине
Фозген је планарни молекул. Дужина C=O везе је 1,18 , C---Cl дужина је 1,74 Å и Cl---C---Cl угао је 111,8°. Ово је једано од најједноставнијих киселих хлорида, формално изведених из угљене киселине.
Технички производ је бледожуте или црвенкастожуте боје мириса на труло сено. Паре су му 3,48 пута теже од ваздуха. Добро се раствара у органским растварачима док се у води разлаже на угљен-диоксид и хлороводоник.

## Добијање
Индустријски, фозген се производи путем провођења пречишћених гасова угљен-моноксида и хлора кроз порозни активирани угљеник, који служи као катализатор:
Ова реакција је егзотермна, тако да се мора хладити. Типично, ова реакција се изводи на температури од 50 до 150 °C. Изнад 200 °C, фозген се разлаже у угљен-моноксид и хлор,  (300K) = 0,05. Око 5000 тона је произведено 1989. године.

## Токсичност
Фозген спада у најтоксичније гасове који се срећу у индустрији. Токсични ефекти се испољавају већ при концентрацијама од 3 до 5 ppm, изражени су при концентрацији од 25 ppm, а концентрације од 50 до 80 ppm доводе до смрти.